# Miconia willdenowii
Miconia willdenowii là một loài thực vật có hoa trong họ Mua. Loài này được Klotzsch ex Naudin mô tả khoa học đầu tiên năm 1851.